# Kościół św. Jana Chrzciciela w Miedziance
Kościół św. Jana Chrzciciela – rzymskokatolicki kościół filialny parafii św. Augustyna w Ciechanowicach znajdujący się w Miedziance w diecezji legnickiej.

## Historia

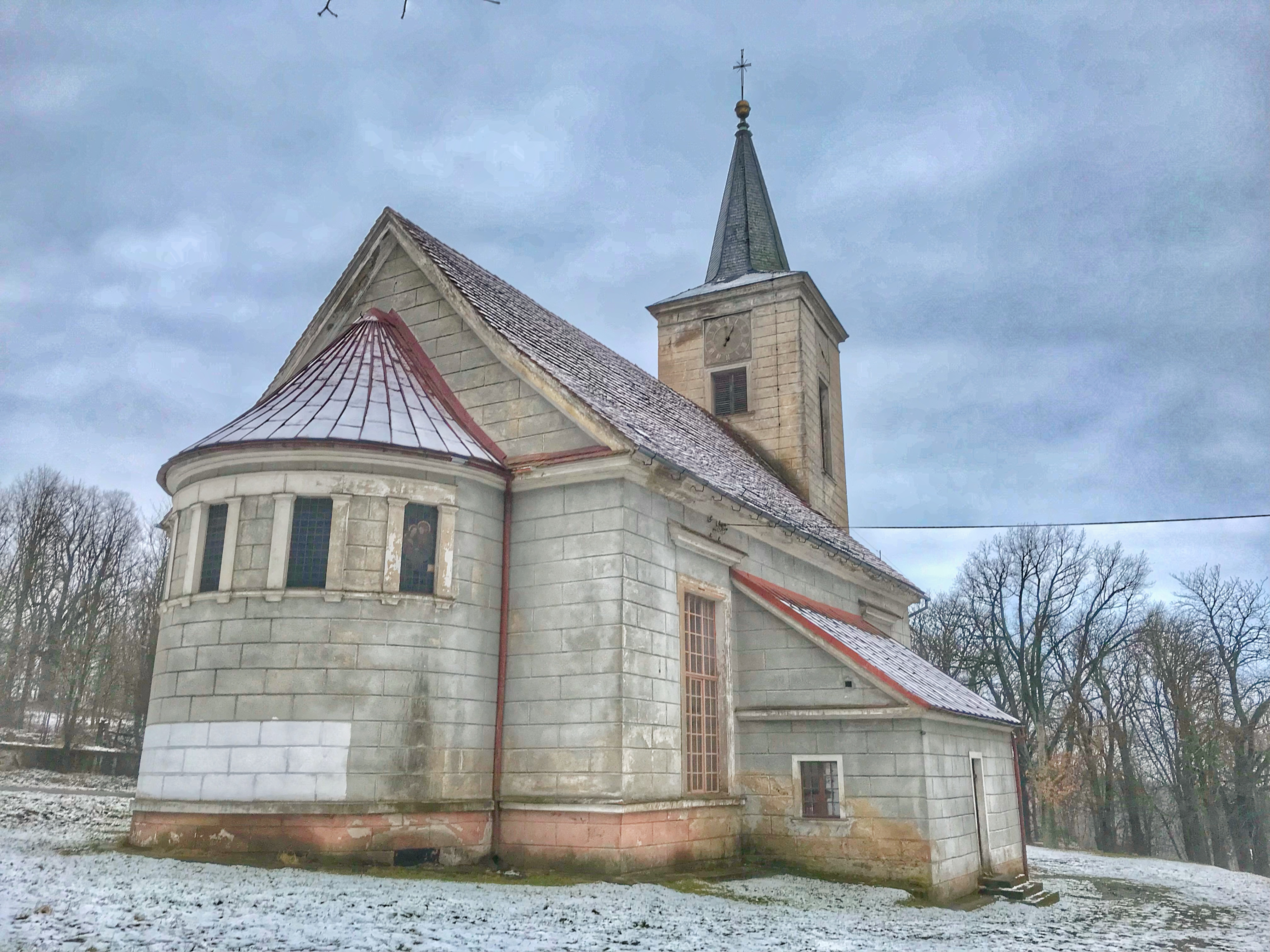
Kościół w zimowej scenerii

Kościół filialny parafii św. Augustyna w Ciechanowicach, pierwotny z 1370 r. Obecny został wzniesiony na miejscu dawnego domu modlitw z 1742 r. w latach 1821-41 (inne źródła podają rok: 1822 oraz 1826) w stylu późnego klasycyzmu.
Kościół jest założony na rzucie prostokąta, z półkolistą absydą i kwadratową wieżą na osi, zwieńczoną iglicowym hełmem. Dach dwuspadowy, okna prostokątne pod wydatnymi gzymsami- nadokiennikami. We wnętrzu zachowały się drewniane empory. Wewnętrzne wyposażenie pochodzi z okresu budowy kościoła.  
Z inicjatywy lokalnych grup społeczników pod koniec sierpnia w kościele odbywają się spotkania (m.in. z dziennikarzami, pisarzami), warsztaty i prelekcje w ramach festiwalu "Miedzianka Fest".